# X Legislatura de Guatemala
La x legislatura de Guatemala es la actual composición del congreso, inició el 14 de enero de 2024 y está conformada por los diputados que fueron electos en las elecciones legislativas de 2023 quienes tomaron posesión ese día cuando sustituyeron a la ix legislatura. Las elecciones generales se celebraron el 25 de junio de 2023 y los resultados se oficializaron el 16 de julio.

## Composición
El domingo 16 de julio el Tribunal Supremo Electoral oficializó los resultados de las elecciones celebradas en el mes de junio anterior, quedando, la nueva legislatura, compuesta por:

### Diputados por Listado Nacional
| Diputado                                                                                         | Partido  |
| ------------------------------------------------------------------------------------------------ | -------- |
| Víctor Alfredo Valenzuela Argueta                                                                |          |
| Mynor Alfonso de la Rosa Palacios                                                                |          |
| Héctor Adolfo Aldana Reyes                                                                       |          |
| Ronald Yomelfy Portillo Cordón                                                                   |          |
| Carlos Roberto Calderón Gálvez                                                                   |          |
| Marco Alejandro Pérez Toribio                                                                    |          |
| Ervin Adim Maldonado Molina                                                                      |          |
| Lourdes Teresita de León Torres                                                                  |          |
| Sergio Guillermo Enríquez Garzaro                                                                |          |
| Luis Javier López Bolaños                                                                        |          |
| Damaris Carolina Cerna Acevedo                                                                   |          |
| Jonathan Kiril Thomas Menkos Zeissig (sustituido temporalmente por Olga Isabel Villalta Pereira) |          |
| Ana Patricia Orantes Thomas (sustituida temporalmente por Luis Enrique Ventura Urbina)           |          |
| Manfredo Duvalier Castañón González                                                              |          |
| Alma Luz Guerrero de la Cruz                                                                     |          |
| Byron Alesky Obregón Castañeda                                                                   |          |
| Julio Héctor Estrada Domínguez                                                                   |          |
| Nery Manfredo Rodas Méndez                                                                       |          |
| Luis Fernando Aguirre Estrada                                                                    |          |
| Evelyn Oddeth Morataya Marroquín                                                                 |          |
| César Augusto Amézquita del Valle                                                                |          |
| Gustavo Adolfo Cruz Montoya                                                                      |          |
| Álvaro Enrique Arzú Escobar                                                                      |          |
| Ana Lucrecia Marroquín Godoy de Palomo                                                           |          |
| Orlando Joaquín Blanco Lapola                                                                    |          |
| Felipe Alejos Lorenzana                                                                          |          |
| Sonia Marina Gutiérrez Raguay                                                                    |          |
| Nadia Lorena de León Torres                                                                      |          |
| Juan Carlos Rivera Estévez                                                                       |          |
| Fidel Reyes Lee                                                                                  | BIEN     |
| Jorge Mario Villagrán Álvarez                                                                    | Azul     |
| Rodrigo Antonio Pellecer Rodríguez                                                               | Elefante |

### Diputados por distrito
| Departamento     | Diputado                                   | Partido postulante            |
| ---------------- | ------------------------------------------ | ----------------------------- |
| Distrito Central | Samuel Andrés Pérez Álvarez                |                               |
| Distrito Central | Andrea Beatriz Villagrán Antón             |                               |
| Distrito Central | Román Wilfredo Castellanos Caal            |                               |
| Distrito Central | Laura Fabiola Marroquín Cordón             |                               |
| Distrito Central | Raúl Amílcar Barrera Robles                |                               |
| Distrito Central | Brenda Marleny Mejía López                 |                               |
| Distrito Central | Elena Sofía Motta Kolleff                  |                               |
| Distrito Central | Cristian Rodolfo Álvarez Álvarez           |                               |
| Distrito Central | José Pablo Mendoza Franco                  |                               |
| Distrito Central | José Alberto Chic Cardona                  |                               |
| Distrito Central | Sandra Erica Jovel Polanco                 |                               |
| Alta Verapaz     | Óscar Rolando Corleto Rivera               |                               |
| Alta Verapaz     | Darwin Alberto Lucas Paz                   |                               |
| Alta Verapaz     | Víctor Hugo Cifuentes Delgado              |                               |
| Alta Verapaz     | Leopoldo Salazar Samayoa                   |                               |
| Alta Verapaz     | Hernan Otoniel Echeverría Casado           |                               |
| Alta Verapaz     | Randy Araely Coc Figueroa                  |                               |
| Alta Verapaz     | Sandra Yanet Milian Gómez                  |                               |
| Alta Verapaz     | Rudy Berner Pereira Delgado                |                               |
| Alta Verapaz     | Fidencio Lima Pop                          |                               |
| Baja Verapaz     | Marleni Lineth Matías Santiago             |                               |
| Baja Verapaz     | Leonidas Tejeda Marroquín                  |                               |
| Chimaltenango    | Maynor Gabriel Mejía Popol                 |                               |
| Chimaltenango    | Pablo Leonel Cifuentes Ovalle              |                               |
| Chimaltenango    | Mynor Francisco Rivera Salazar             |                               |
| Chimaltenango    | Raúl Arnulfo Cua Tumin                     |                               |
| Chimaltenango    | Víctor Vicente Bonilla González            |                               |
| Chiquimula       | Esduin Jerson Javier Javier                | link = Cambio Polítical Party |
| Chiquimula       | Boris Roberto España Cáceres               |                               |
| Chiquimula       | Juan Ignacio Quijada Heredia               |                               |
| El Progreso      | César Augusto Rodas Cardona                |                               |
| El Progreso      | Ernesto Bran Colindres                     |                               |
| Escuintla        | Francisco Vitelio Lam Ruano                |                               |
| Escuintla        | Marco Aurelio Mejía Alfaro                 |                               |
| Escuintla        | Mercedes Cristabel Guardado Linares Nájera |                               |
| Escuintla        | Sergio David Arana Roca                    |                               |
| Escuintla        | Rolando Guzmán Figueroa                    |                               |
| Escuintla        | Obbed Ediberto Castañasa Mendizabal        |                               |
| Guatemala        | José Carlos Sanabria Arias                 |                               |
| Guatemala        | Ronalth Iván Ochaeta Aguilar               |                               |
| Guatemala        | Mirna Victoria Godoy Palala                |                               |
| Guatemala        | Ivanna María Luján Padilla                 |                               |
| Guatemala        | David Mauricio Illescas Sandoval           |                               |
| Guatemala        | Andrea María Reyes Zeceña                  |                               |
| Guatemala        | Luis Antonio Cáceres Gamarro               |                               |
| Guatemala        | Julio Daniel Marroquín Ordóñez             |                               |
| Guatemala        | León Felipe Barrera Villanueva             |                               |
| Guatemala        | Elmer Josúe Palencia Reyes                 |                               |
| Guatemala        | Jorge Estuardo Ayala Marroquín             |                               |
| Guatemala        | Shirley Joanna Rivera Zaldaña              |                               |
| Guatemala        | Cándido Fernando Leal Gómez                |                               |
| Guatemala        | Jairo Joaquín Flores Divas                 |                               |
| Guatemala        | Karina Alexandra Paz Rosales               |                               |
| Guatemala        | Jorge Romeo Castro Delgado                 |                               |
| Guatemala        | Manuel de Jesús Archila Cordón             |                               |
| Guatemala        | Hellen Magaly Alexandra Ajcip Canel        | Elefante                      |
| Guatemala        | César Roberto Dávila Córdova               | BIEN                          |
| Huehuetenango    | Erick Geovany Martínez Hernández           |                               |
| Huehuetenango    | Joel Rubén Martínez Herrera                |                               |
| Huehuetenango    | Sofía Jeanneth Hernández Herrera           |                               |
| Huehuetenango    | Christian Joel Martínez Juárez             |                               |
| Huehuetenango    | Karla Betzaida Cardona Arreaga Pojoy       |                               |
| Huehuetenango    | Martín Nicolás Segundo                     |                               |
| Huehuetenango    | Manrique Obel Gálvez de León               |                               |
| Huehuetenango    | Julio César López Escobar                  |                               |
| Huehuetenango    | Cornelio Gonzalo García García             |                               |
| Huehuetenango    | Lucrecia Carola Samayoa Reyes              |                               |
| Izabal           | Thelma Elizabeth Ramírez Retana            |                               |
| Izabal           | Juan Ramón Rivas García                    |                               |
| Izabal           | Darwin Edgardo Ramírez Cameros             |                               |
| Jalapa           | Jairo Danilo Orellana Sandoval             |                               |
| Jalapa           | Faver Emilio Salazar Cordero               |                               |
| Jalapa           | Jaime Octavio Augusto Lucero Vásquez       |                               |
| Jutiapa          | Maynor Estuardo Castillo y Castillo        |                               |
| Jutiapa          | Kevyn Luis Carlo Escobar Castillo          |                               |
| Jutiapa          | Marvin Adrián Zepeda Zepeda                |                               |
| Jutiapa          | Nery Abilio Ramos y Ramos                  | Azul                          |
| Petén            | César Augusto Fión Morales                 |                               |
| Petén            | Benjamín Ipiña Leiva                       |                               |
| Petén            | Edgar Raúl Reyes Lee                       |                               |
| Petén            | Edin Alexander de Jesus Mejía              |                               |
| Quetzaltenango   | Duay Antoni Martínez Salazar               |                               |
| Quetzaltenango   | Erick José Mario Tzun de León              |                               |
| Quetzaltenango   | José Orlando Pérez Marroquín               |                               |
| Quetzaltenango   | Gerardin Ariel Díaz Mazariegos             |                               |
| Quetzaltenango   | Byron Bladimiro Rodríguez Palacios         |                               |
| Quetzaltenango   | Rolando Miguel Ovalle Barrios              |                               |
| Quetzaltenango   | Nery René Mazariegos López                 |                               |
| Quiché           | Josué Edmundo Lémus Cifuentes              |                               |
| Quiché           | Greicy Domenica de León de Léon de Pérez   |                               |
| Quiché           | Manuel Geovany Alvarado Vásquez            |                               |
| Quiché           | Raúl Antonio Solórzano Quevedo             |                               |
| Quiché           | José Adolfo Quezada Vásquez                |                               |
| Quiché           | Carlos Enrique López Maldonado             |                               |
| Quiché           | Marcos Eduardo Tebelan Pantzay             |                               |
| Quiché           | Carlos Enrique López Girón                 |                               |
| Retalhuleu       | José Luis Galindo de Léon                  |                               |
| Retalhuleu       | Guillermo Antonio Ralda Conde              |                               |
| Retalhuleu       | José Carlo Solano                          |                               |
| Sacatepéquez     | José Diego Toledo Cruz                     |                               |
| Sacatepéquez     | Mercedes del Rosario Monzón Escobedo       |                               |
| Sacatepéquez     | Sergio Leonel Celis Navas                  |                               |
| San Marcos       | Guillermo Alberto Cifuentes Barragán       |                               |
| San Marcos       | Gladis Carolina Cifuentes Barragán         |                               |
| San Marcos       | Luis Alberto Contreras Colindres           |                               |
| San Marcos       | Mario Ernesto Gálvez Muñoz                 |                               |
| San Marcos       | Vivian Beatriz Preciado Navarijo           |                               |
| San Marcos       | Mario Velásquez Pérez                      |                               |
| San Marcos       | Sabino Sebastián Velásquez Bámaca          |                               |
| San Marcos       | Gustavo Adolfo Cifuentes Navarro           |                               |
| San Marcos       | Jeovanni Omar Domínguez Orozco             |                               |
| Santa Rosa       | Carlos Napoléon Rojas Alarcón              |                               |
| Santa Rosa       | Ricardo Leonel Martínez Alarcón            |                               |
| Santa Rosa       | José Inés Castillo Martínez                |                               |
| Sololá           | Allan Estuardo Rodríguez Reyes             |                               |
| Sololá           | Luis Alberto Rodríguez Reyes               |                               |
| Sololá           | Bequer Neftalí Chocooj de la Cruz          |                               |
| Suchitepéquez    | José Arnulfo García Barrios                |                               |
| Suchitepéquez    | Oswaldo Rosales Polanco                    |                               |
| Suchitepéquez    | Vasny Adiel Maldonado Alonzo               |                               |
| Suchitepéquez    | Gerson Geovanny Barragán Morales           |                               |
| Suchitepéquez    | Danilo Madrazo Mazariegos                  |                               |
| Totonicapán      | Julio Pedro Gómez Gómez                    |                               |
| Totonicapán      | Alberto Eduardo de León Benítez            |                               |
| Totonicapán      | Jorge Mario Cabrera Ordóñez                |                               |
| Totonicapán      | Sherol Ivanisse Arévalo Ávila              |                               |
| Zacapa           | Julio César Portillo Paz                   |                               |
| Zacapa           | Sandra Carolina Orellana Cruz              |                               |

## Elección de la Junta Directiva

### 2024

#### Primera votación[4]
| Presidente de la Junta Directiva | Presidente de la Junta Directiva | Presidente de la Junta Directiva | Presidente de la Junta Directiva | Presidente de la Junta Directiva |
| Candidato                        | Candidato                        | Candidato                        |                                  |                                  |
| Candidato                        | Candidato                        | Candidato                        | Votos                            | Votos                            |
| -------------------------------- | -------------------------------- | -------------------------------- | -------------------------------- | -------------------------------- |
| Samuel Pérez Álvarez             |                                  | Semilla                          | 92                               |                                  |
| Sandra Jovel                     |                                  | Valor                            | 67                               |                                  |
| Abstenciones                     | Abstenciones                     | Abstenciones                     | 0                                |                                  |
| Total                            | Total                            | Total                            | 159                              |                                  |

| Candidato            | Fecha                                                    | Voto |    |    |    |    |    |   |   |   |   |   |   |   |   | Azul | Elefante |   |   | Total  |
| -------------------- | -------------------------------------------------------- | ---- | -- | -- | -- | -- | -- | - | - | - | - | - | - | - | - | ---- | -------- | - | - | ------ |
| Samuel Pérez Álvarez | 14 de enero de 2024 Mayoría requerida: Absoluta (81/160) | Sí   | 1  | 23 | 23 | 11 | 11 | 1 | 1 | 1 | 4 | 4 | 3 | 2 | 3 | 2    |          | 1 | 1 | 92/160 |
| Samuel Pérez Álvarez | 14 de enero de 2024 Mayoría requerida: Absoluta (81/160) | No   | 38 | 5  |    | 5  |    | 6 | 5 | 5 |   |   |   | 1 |   |      | 2        |   |   | 67/160 |
| Samuel Pérez Álvarez | 14 de enero de 2024 Mayoría requerida: Absoluta (81/160) | Aus. |    |    |    | 1  |    |   |   |   |   |   |   |   |   |      |          |   |   | 1/160  |

La Corte de Constitucionalidad, a través de un comunicado (COM-02-2024) del miércoles 17 de enero, ordenó que la elección de Junta Directiva del Congreso de la República debía repetirse. “En resolución de esta fecha, esta Corte otorgó el amparo provisional derivado de que, en los actos realizados para concretar la elección de la Junta Directiva de la décima legislatura del Congreso, se dejó de observar el principio de legalidad y con ello, la supremacía constitucional, principios que, también, invocó esta Corte oportunamente para garantizar la efectiva instalación de esta legislatura. ”
A raíz de dicho comunicado, varios diputados de diferentes bloques legislativos brindaron una conferencia de prensa el 18 de enero. Encabezados por el diputado Samuel Pérez Álvarez, informaron que el Congreso repetirá la elección de Junta Directiva 2024-2025, en cumplimiento con lo resuelto por la Corte de Constitucionalidad.

#### Segunda votación
El 19 de enero de 2024 se repitió la votación para la Junta Directiva del Congreso, acatando la resolución de la Corte de Constitucionalidad, que inhabilitó a los miembros del Movimiento Semilla para aspirar a integrar la Junta Directiva y, en consecuencia, anuló la presidencia de Samuel Pérez Álvarez. Nery Ramos fue seleccionado por Semilla para sustituir a Pérez Álvarez en la planilla del oficialismo. La oposición no logró recabar suficientes apoyos y no presentó una candidatura.
| Presidente de la Junta Directiva | Presidente de la Junta Directiva | Presidente de la Junta Directiva | Presidente de la Junta Directiva | Presidente de la Junta Directiva |
| Candidato                        | Candidato                        | Candidato                        |                                  |                                  |
| Candidato                        | Candidato                        | Candidato                        | Votos                            | Votos                            |
| -------------------------------- | -------------------------------- | -------------------------------- | -------------------------------- | -------------------------------- |
| Nery Ramos                       |                                  | Azul                             | 115                              |                                  |
| En contra                        | En contra                        | En contra                        | 21                               |                                  |
| Abstenciones                     | Abstenciones                     | Abstenciones                     | 23                               |                                  |
| Total                            | Total                            | Total                            | 159                              |                                  |

| Candidato         | Fecha                                                    | Voto |    |    |    |    |    |   |   |   | BIEN |   |   |   |   | Azul | Elefante |   |   | Total   |
| ----------------- | -------------------------------------------------------- | ---- | -- | -- | -- | -- | -- | - | - | - | ---- | - | - | - | - | ---- | -------- | - | - | ------- |
| Nery Ramos (Azul) | 19 de enero de 2024 Mayoría requerida: Absoluta (81/160) | Sí   | 4  | 27 | 22 | 17 | 11 | 2 | 2 | 7 | 4    | 4 | 3 | 3 | 3 | 2    | 2        | 1 | 1 | 115/160 |
| Nery Ramos (Azul) | 19 de enero de 2024 Mayoría requerida: Absoluta (81/160) | No   | 18 |    |    |    |    | 3 |   |   |      |   |   |   |   |      |          |   |   | 21/160  |
| Nery Ramos (Azul) | 19 de enero de 2024 Mayoría requerida: Absoluta (81/160) | Aus. | 17 | 1  | 1  | 1  |    |   | 4 |   |      |   |   |   |   |      |          |   |   | 24/160  |

## 2025
A mediados de octubre de 2024, el presidente del Congreso Nery Ramos anunció formalmente su intención de postularse para el período 2025-2026 y afirmó que mantuvo conversaciones con varias bancadas para presentar una candidatura de consenso. Otros diputados como Adim Maldonado de la Unidad Nacional de la Esperanza y Luis Aguirre de Cabal fueron mencionados como posibles opciones, seguidos de diputados afines al opositor Allan Rodríguez de Vamos, sin embargo, Ramos recibió el apoyo de varios bloques como el oficialismo (Semilla), Cabal, VIVA, BIEN, Victoria, Azul y Winaq-URNG, así como facciones mayoritarias del Congreso que provienen de Vamos y Unidad Nacional de la Esperanza. La diputada Karina Paz que se desempeña como la primera secretaria del Congreso se distanció del bloque VOS para apoyar la Junta Directiva.
| Candidato         | Fecha                                                      | Voto |    |    |    |    |    |    |   | BIEN |   |   |   |   | Azul | Elefante |   |   |   | Total   |
| ----------------- | ---------------------------------------------------------- | ---- | -- | -- | -- | -- | -- | -- | - | ---- | - | - | - | - | ---- | -------- | - | - | - | ------- |
| Nery Ramos (Azul) | 22 de octubre de 2024 Mayoría requerida: Absoluta (81/160) | Sí   | 38 | 25 | 23 | 18 | 11 | 10 | 6 | 4    | 1 | 3 | 3 | 3 | 2    | 2        |   | 1 | 1 | 151/160 |
| Nery Ramos (Azul) | 22 de octubre de 2024 Mayoría requerida: Absoluta (81/160) | No   |    | 2  |    |    |    |    |   |      | 3 |   |   |   |      |          |   |   |   | 5/160   |
| Nery Ramos (Azul) | 22 de octubre de 2024 Mayoría requerida: Absoluta (81/160) | Aus. | 1  | 1  |    |    |    |    |   |      |   |   |   |   |      |          | 2 |   |   | 4/160   |